# La Dynastie des dragons

La Dynastie des dragons (Dragon Dynasty) est un téléfilm américain d'heroic fantasy réalisé par Matt Codd et diffusé le 22 juillet 2006 sur Sci Fi Channel.

## Synopsis
Au XIIIe siècle, Marco Polo, un aventurier vénitien, a quitté sa ville natale pour accomplir le plus grand voyage jamais accompli vers l'Extrême-Orient. Parvenu en Chine, il est accueilli à la cour de l'empereur et y fait un long séjour. Lorsque après de longues années, il décide de quitter la cour pour retourner vers l'Italie, le souverain chinois offre à Marco Polo un présent mystérieux et de toute évidence d'une très grande valeur. Cette faveur attise la convoitise de Shang Sel, un général ambitieux. Pour récupérer le précieux trésor, Shang fait appel à ses dons de magicien et réveille deux dragons endormis dans le but de tuer Marco...

## Fiche technique
- Titre français : La Dynastie des dragons
- Titre original : Dragon Dynasty
- Réalisation : Matt Codd
- Scénario : Berkeley Anderson
- Pays d’origine :  États-Unis
- Langue originale : anglais
- Dates de sortie : 
  -  États-Unis : 22 juillet 2006
  -  France : 5 février 2009 sur Syfy[1]

## Distribution
- Federico Castelluccio (it) : Marco Polo
- Aaron Hendry : Giovanni
- Dion Basco (en) : Gao Ling
- Stana Katic : Ava
- Peter Kwong : Shang Sel
- James Hong : Gao